# Ormoy-la-Rivière
Ormoy-la-Rivière és un municipi francès, situat al departament de l'Essonne i a la regió de Illa de França. L'any 2007 tenia 950 habitants.
Forma part del cantó d'Étampes, del districte d'Étampes i de la Comunitat d'aglomeració de l'Étampois Sud-Essonne.

## Demografia

### Població
El 2007 la població de fet d'Ormoy-la-Rivière era de 950 persones. Hi havia 358 famílies, de les quals 64 eren unipersonals (36 homes vivint sols i 28 dones vivint soles), 121 parelles sense fills, 141 parelles amb fills i 32 famílies monoparentals amb fills.
La població ha evolucionat segons el següent gràfic:
Habitants censats

### Habitatges
El 2007 hi havia 452 habitatges, 356 eren l'habitatge principal de la família, 87 eren segones residències i 10 estaven desocupats. 353 eren cases i 19 eren apartaments. Dels 356 habitatges principals, 304 estaven ocupats pels seus propietaris, 42 estaven llogats i ocupats pels llogaters i 9 estaven cedits a títol gratuït; 4 tenien una cambra, 9 en tenien dues, 44 en tenien tres, 79 en tenien quatre i 219 en tenien cinc o més. 303 habitatges disposaven pel capbaix d'una plaça de pàrquing. A 113 habitatges hi havia un automòbil i a 225 n'hi havia dos o més.

### Piràmide de població
La piràmide de població per edats i sexe el 2009 era:
| Homes | Edats   | Dones |
| ----- | ------- | ----- |
| 0     | 95 o +  | 0     |
| 0     | 90 a 94 | 4     |
| 12    | 85 a 89 | 8     |
| 0     | 80 a 84 | 0     |
| 4     | 75 a 79 | 16    |
| 16    | 70 a 74 | 12    |
| 16    | 65 a 69 | 12    |
| 24    | 60 a 64 | 24    |
| 32    | 55 a 59 | 24    |
| 52    | 50 a 54 | 52    |
| 44    | 45 a 49 | 56    |
| 28    | 40 a 44 | 32    |
| 36    | 35 a 39 | 24    |
| 24    | 30 a 34 | 40    |
| 40    | 25 a 29 | 12    |
| 16    | 20 a 24 | 4     |
| 36    | 15 a 19 | 36    |
| 40    | 10 a 14 | 48    |
| 40    | 5 a 9   | 36    |
| 28    | 0 a 4   | 24    |

## Economia
El 2007 la població en edat de treballar era de 671 persones, 489 eren actives i 182 eren inactives. De les 489 persones actives 465 estaven ocupades (255 homes i 210 dones) i 24 estaven aturades (9 homes i 15 dones). De les 182 persones inactives 75 estaven jubilades, 73 estaven estudiant i 34 estaven classificades com a «altres inactius».

### Ingressos
El 2009 a Ormoy-la-Rivière hi havia 362 unitats fiscals que integraven 977 persones, la mediana anual d'ingressos fiscals per persona era de 24.488 €.

### Activitats econòmiques
Dels 35 establiments que hi havia el 2007, 5 eren d'empreses de construcció, 10 d'empreses de comerç i reparació d'automòbils, 2 d'empreses de transport, 3 d'empreses d'hostatgeria i restauració, 2 d'empreses d'informació i comunicació, 2 d'empreses financeres, 3 d'empreses immobiliàries, 6 d'empreses de serveis i 2 d'empreses classificades com a «altres activitats de serveis».
Dels 8 establiments de servei als particulars que hi havia el 2009, 1 era un taller de reparació d'automòbils i de material agrícola, 2 paletes, 1 guixaire pintor, 1 electricista, 1 empresa de construcció, 1 restaurant i 1 saló de bellesa.
L'únic establiment comercial que hi havia el 2009 era una botiga de menys de 120 m².
L'any 2000 a Ormoy-la-Rivière hi havia 9 explotacions agrícoles.

## Equipaments sanitaris i escolars
El 2009 hi havia una escola elemental.

## Poblacions més properes
El següent diagrama mostra les poblacions més properes.